# Няга
Nyaga — друга і заключна частина серії книг Пітера Нільсона, що почалась твором Rymdväktaren («Дослідник космосу») 1995 року. Книгу написано 1996-го.
Пітер Нільсон пише про космічні пригоди і ця тематика переважає в більшості його творів. Дана серія складається з двох книг і присвячена питанню, «чи зможемо ми завжди зберігати знання».

## Події
Ньяга починається з комп'ютерного моделювання постаті бога. Програму засновано на онтологічних доказах його існування, написаних Ансельмом Кентерберійським. Група дослідників, що працює з цією програмою, помічає безліч дивних для них речей. Одночасно із комп'ютерним моделюванням відбуваються кілька катаклізмів на Землі. Людина на ім'я Бертель Торвальдсен попереджає про їх наближення. Пізніше група науковців дізнається, що цей чоловік є планувальником космічної історії. Сонячна система, за його свідченями, переміщується в інше місце у Всесвіті через червоточину, і через деякий час вам люди почнуть суттєво змінюватись через це. «Дослідник космосу» і «Ньяга» розглядають питання про те, чи можна вічно зберігати знання, або ж вони все одно будуть втрачені — рано чи пізно.

## Персонажі
- Анжеліка — суперквантовий комп'ютер, який використовується, щоб шукати відповіді у мультивсесвіті.
- Ансельм Кентерберійський (1033—1109), теолог.
- Діана Емерсон (відома як «Нінні»), математик, який виявляє «tinget» (дослівний переклад зі шведської — «парламент», це сторонній предмет в одній з шахт в уральських горах). Потім вона зникає таємничим чином.
- Стефано Гогенлое, молодий математик і казкар.
- Петер Лоренцен, математик, якого називають «Денні», один з дослдіників знайти «tinget».
- Макс Таубер, математик, органіст і знавець електроніки.
- Бертель Торвальдсен, невідомий мандрівник у часі в 2010-х роках, швидше за все, не з нашого Всесвіту.